# Rdesno blešník
Rdesno blešník (Persicaria lapathifolia) je plevelná bylina velmi variabilní výšky s drobnými, nejčastěji žlutozelenými kvítky, která je zařazena do čeledě rdesnovitých.

## Výskyt
Tato vlhkomilná rostlina původem z Eurasie se druhotně vyskytuje také v Severní Americe, Austrálii i na severu Afriky. Má nejraději těžké kyselé půdy s dostatečným podílem jílu, vyskytuje se převážně na úrodných, na živiny bohatých stanovištích. Původně tato rostlina rostla jen okolo břehů řek a rybníků, v bažinách a na obnažených dnech vodních toků nebo v mělkých, vysychajících vodách. V současnosti se často nachází i na obdělávaných půdách, loukách a mnoha ruderálních stanovištích která jsou na jaře zaplavovaná nebo podmáčena. Jako obtížný plevel škodí jak v okopaninách a jařinách, tak i na rýžových polích. V České republice je to hojný druh, roste do nadmořské výšky až 1300 m n. m.

## Popis
Je to jednoletá, hodně variabilní rostlina. Má lodyhu vzpřímenou, vystoupavou nebo poléhavou až plazivou, někdy v uzlinách kořenicí, bývá vysoká někdy jen 10 cm, v optimálních podmínkách ale dorůstá až do výše 150 cm. Lodyha, někdy jednoduchá jindy rozvětvená, lysá nebo chlupatá, zelená nebo načervenalá, mnohdy s černými skvrnami má nápadně zvětšené uzliny.
Tmavě zelené listy o velikosti až 15 × 4 cm jsou vejčité, kopinaté nebo méně často čárkovité, na bázi obvykle klínovitě zúžené, na vrcholu špičaté nebo zakulacené, zřídka mají na líci tmavou skvrnu ve tvaru půlměsíce a na rubu žluté až červenohnědé tečky. Okraje listů bývají zvlněné, jejich obě strany bývají jemně chlupatá nebo lysé.Listové pochvy mají blanité botky mnohem delší než je pochva a lodyhu dokola objímají. Z morfologického hlediska lze považovat botky za palisty, jež svými okraji srostly v trubku. Botky jsou v mládí k lodyze přitisknuté a později volné, na horním okraji mají jemné brvy.
Drobné květy vyrůstající v chudých svazečcích z paždí drobounkých blanitých kornoutovitých listenů se skládají do hustých válcovitých lichoklasů o délce 1 až 3 cm, které vyrůstající na koncích lodyh a větví nebo v paždí listů. Okvětí je tvořeno pěti nebo šesti na bázi srostlými nažloutlými, nazelenalými anebo bělavými lístky. V květu je šest tyčinek ve dvou nestejných kruzích, ve vnějším je jich pět s intorzními prašníky a ve vnitřním jen jedna s extorzním. Dále květ obsahuje dvoudílný semeník s čnělkou v horní části rozdělenou ve dvě, zakončeny jsou hlavičkovitými bliznami. Na stopkách lichoklasů i na vnější straně okvětních lístků jsou drobounké, žluté žlázky. Květy jsou opylovány převážně hmyzem, některé tyčinky se ale ohýbají dovnitř a opylují bliznu vlastním pylem, dochází k samoopylení. Kvete v červenci až říjnu.
Plodem je hnědá lesklá nažka čočkovitého tvaru s prohlubněmi na obou stranách, je zabalena do trvalého okvětí. Embryo je uloženo postranně vedle endospermu. Chromozómové číslo: 2n = 22.

## Rozmnožování

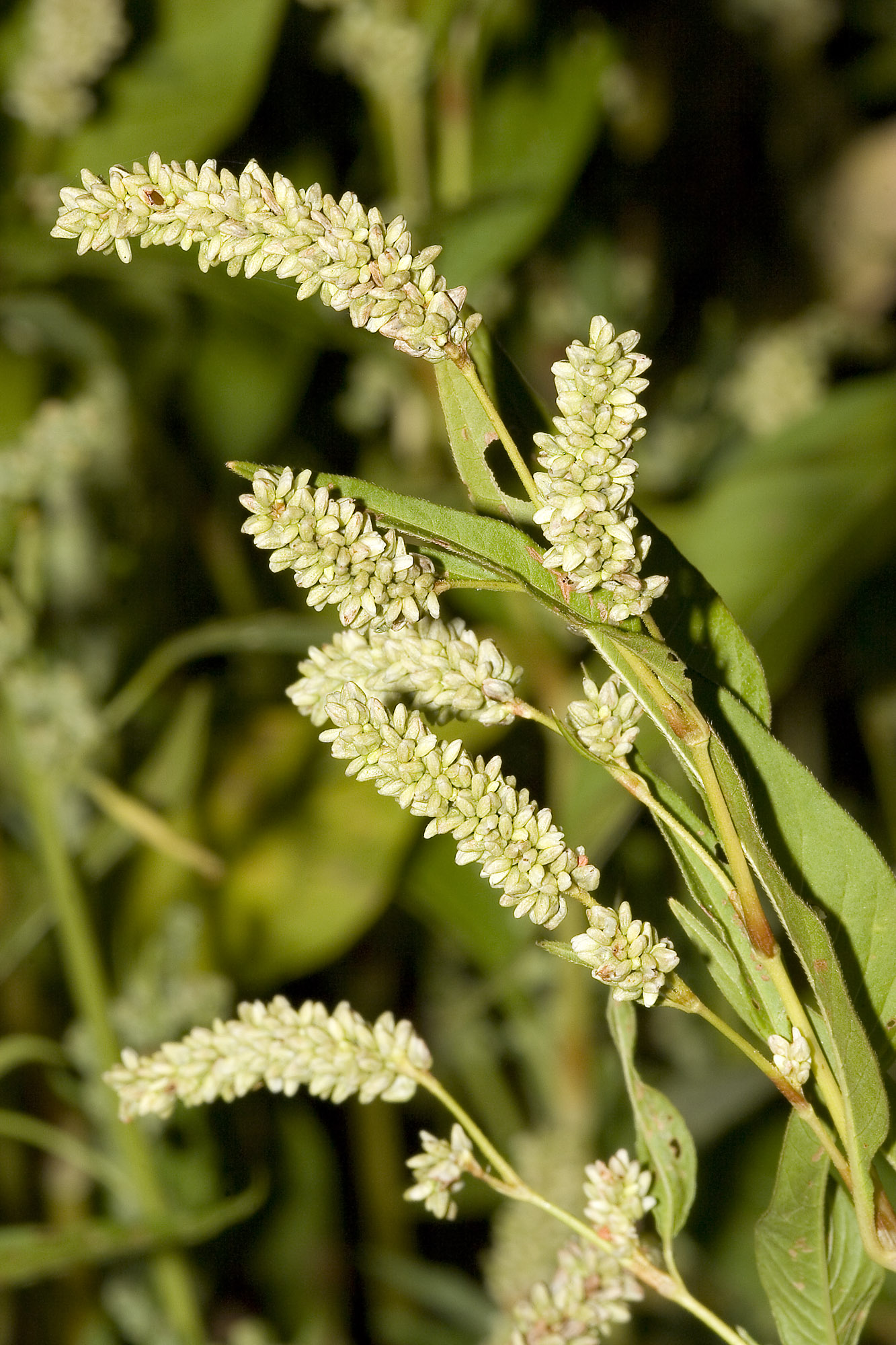
Lichoklasy květů

Rostliny se rozmnožují výhradně semeny, na jedné rostlině se vytvoří až 1300 plodů. Vypadaná semena klíčí postupně, většinou až příští rok. Na jaře klíčí poměrně pozdě, potřebují dobře prohřátou půdu a dostatek vlhkosti, z hloubky větší než 7 cm ale nevyklíčí. V půdě přezimovaná semena si podržují klíčivost po několik let a rostlinky z nich se vyvíjejí mnohem rychleji. Jejich klíčivost neohrozí ani projití zažívacím traktem dobytka, rozšiřují se na nová místa také v chlévském hnoji.

## Taxonomie
V České republice se rdesno blešník vyskytuje ve třech poddruzích:
- Rdesno blešník pravé (Persicaria lapathifolia) (L.) S. F. Gray subsp. lapathifolia
- Rdesno blešník bledé (Persicaria lapathifolia) (L.) S. F. Gray subsp. pallida (With.) Á. Löve
- Rdesno blešník skvrnité (Persicaria lapathifolia) (L.) S. F. Gray subsp. brittingeri (Opiz) Soják [6][8]